# إقليم مورامفيا
إقليم مورامفيا (بالإنجليزية: Muramvya Province) هو إقليم في بوروندي، بلغ عدد سكانه 292,589  نسمة وذلك حسب إحصائيات سنة 2008، عاصمته مورامفيا، تبلغ مساحته 695.52 كيلومتر مربع.

## الموقع
يشترك في الحدود مع:
- إقليم كايانزا
  - إقليم بويمبورا الريفية
  - إقليم موارو
  - إقليم جيتيغا
  - إقليم بوبانزا.

## التقسيمات الإدارية
- Commune of Bukeye [الإنجليزية]‏
- Commune of Kiganda [الإنجليزية]‏
- Commune of Mbuye [الإنجليزية]‏
- مورامفيا
- Commune of Rutegama [الإنجليزية]‏.